# Coharie
Die Coharie sind ein Stamm nordamerikanischer Ureinwohner am Little Coharie River in den Countys Sampson und Harnett, die von den Neusiok-Indianern abstammen. Der Stamm ist einer der acht vom Bundesstaat North Carolina in den Vereinigten Staaten anerkannten indigenen Stämme.

## Demographie
Die Bevölkerung der Coharie in den Countys Harnett und Sampson ist kontinuierlich gestiegen, von 755 Stammesmitgliedern im Jahre 1970 auf beinahe 2700 Mitglieder im Jahre 2007. In der Altersstruktur innerhalb des Volkes dominieren Erwachsene im Alter von 21 bis 65 Jahren.
Das Volk verteilt sich nach dem U.S. Census von 2000 auf 1029 Mitglieder im Sampson County und 752 in Harnett County, insgesamt 1.781 Stammesangehörige. Der Stamm umfasst insgesamt 2.632 eingetragene Mitglieder, etwa 20 % leben außerhalb der angestammten Gebiete und der Stammesgemeinschaften. Das Volk verteilt sich auf vier Siedlungen: Holly Grove, New Bethel, Shiloh, and Antioch.

## Verwaltungsstruktur

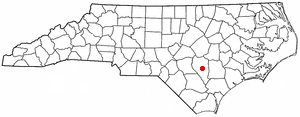
Lage des Verwaltungssitzes der Coharie in Clinton, N.C.

Der Staat North Carolina hat das Volk der Coharie im Jahre 1971 anerkannt, Sitz der Stammesverwaltung ist die Gemeinde Clinton. 1975 gründete der Stamm den Coharie Intra-Tribal Council, eine private wohltätige Organisation, die sich um die Belange des Stammes kümmern soll und die Entwicklung der Bereiche Gesundheitsvorsorge, Bildung, Soziales und Wirtschaft der Bewohner der beiden Countys vorantreiben soll.
Der Coharie Intra-Tribal Council hat seinen Sitz in der ehemaligen indianischen Schule, die von 1942 bis 1966 den Indianern der Countys Sampson, Harnett, Cumberland, Columbus, Person und Hoke als Schulgebäude zur Verfügung stand.
Der Stamm wählte seinen ersten Chief 1910, die Angelegenheiten des Stammes werden durch den Chief und sieben Ratsmitglieder entschieden. Diese politische Führung kontrolliert die drei Siedlungsgebiete in Sampson County und ein weiteres in Harnett County. Die Aufteilung in die Siedlungsgebiete und die Identifikation mit der Gemeinschaft erfolgt weitgehend durch die Zugehörigkeit des einzelnen Stammesmitgliedes zu einer Kirchengemeinde:
- New Bethel Baptist Church: Gebiet im Norden des Sampson County
- Holly Grove Holiness Church: Gebiet im Süden des Sampson County
- Shiloh Holiness Church: Gebiet im Westen des Sampson County
- Antioch Baptist Church: Harnett County

## Verwandtschaft zu anderen Stämmen in North Carolina
Die Coharrie haben sich außerhalb ihres Stammes überwiegend mit den Lumbee und den Tuscarora Indianern des Robeson County verheiratet, es gab auch Ehen mit den Stammesmitgliedern des Eastern Band of Cherokee Indians.

## Geschichte

### 17. Jahrhundert
Historiker gehen überwiegend davon aus, dass die Coharie von den Neusiok, Coree, Tuscarora und den Waccamaw abstammen, die das zentrale North Carolina besiedelten. Im frühen 17. Jahrhundert lebte im heutigen Sampson County an den Ufern des Big Coharie und des Little Coharie River der Stamm der Coree.

### 18. Jahrhundert
Zwischen 1730 und 1745 gab es sowohl Konflikte zwischen den verschiedenen Indianerstämmen, als auch Feindseligkeiten mit den  englischen Siedlern, die den gesamten Südosten und insbesondere die beiden Carolinas in einen Strudel der Gewalt rissen, angefangen mit dem Tausch von Hirschfellen und indianischen Sklaven über die Verbreitung von Krankheiten bis hin zu Kriegen. Familienverbände der Coree, Waccamaw und Neusiok suchten im nördlichen und nordöstlichen North Carolina Schutz vor den Übergriffen der Kolonisten und zogen sich in das Gebiet der heutigen Countys Sampson und Harnett zurück um eine kleine, aber effektive politische Basis zu bilden.  

### 19. Jahrhundert
Während des 19. Jahrhunderts bauten die Coharie ihre politische Basis in Sampson County aus, sie hatten das Recht, Feuerwaffen zu tragen und sich an lokalen Wahlen zu beteiligen. Mit Einsetzen der anti-indianischen Politik der Vereinigten Staaten und der Ratifizierung des Verfassungszusatzes von 1835 für den gesamten Staat mussten die Indianer und ihre Nachbarn, freilebende Afroamerikaner, erkennen, dass sie politisch angreifbar waren. Die Coharie wurden 1835 vom Wahlrecht ausgeschlossen.
1859 richteten die Coharie eine Schule für ihre Mitglieder ein, 1911 erbaten sie sich vom Staat North Carolina, Schulen für die Indianer in Sampson County zu unterhalten. Im selben Jahr wurde die New Bethel Indian School in der Gemeinde New Bethel von den Coharie gegründet. 1912 folgte eine Schule in der Gemeinde Herring, dieser entzog der Staat die finanzielle Unterstützung nach einem Jahr. Nach dem Vorbild der Lumbee richten die Coharie daraufhin ein halböffentliches Schulsystem ein, in dem der Staat eine Aufsichtsfunktion innehatte. Der Staat entzog die Genehmigung im Jahre 1913, das Schulsystem wurde aber durch den Aktivismus des Stammes und die Unterstützung des Stammesanwaltes vier Jahre später wieder zugelassen. 1917 wurde die  East Carolina Indian School im Herring Township gebaut, sie zog 1942 in ein neues Gebäude in Sampson County um, das heute von der Stammesverwaltung genutzt wird.